# Banff (Canada)
Banff è una cittadina di 7 851 abitanti del Canada, situata nella provincia dell'Alberta, nella Divisione No. 15. È la cittadina più grande all'interno del parco nazionale Banff e la più alta del Canada, essendo a un'altitudine di 1383 m sul livello del mare.
Situata tra le Montagne Rocciose Canadesi e sul percorso dell'autostrada transcanadese, Banff è una rinomata destinazione turistica sia per il parco del quale fa parte sia per le vicine stazioni sciistiche.

## Geografia fisica
Banff si trova lungo il corso del fiume Bow e alla confluenza dello stesso Bow col fiume Spray. Non lontano dall'abitato si trovano le cascate del Bow. L'abitato di Banff si sviluppa lungo il lato occidentale della Tunnel Mountain. Attorno alla vallata si ergono il Mount Rundle, la Sulphur Mountain, il Mount Norquay e la Cascade Mountain.
Il terreno è prevalentemente calcareo e si passa da un terriccio sabbioso molto fine a un terriccio argilloso. Ad ovest del centro abitato lungo il corso del fiume Bow e alle pendici della Sulphur Mountain si sviluppano una serie di grotte e di sorgenti termali di tipo sulfureo.
Il clima è intermedio tra il subartico (classificazione Köppen Dfc) e il continentale umido (classificazione Köppen Dfb). Le temperature invernali oscillano mediamente tra i -13 °C e gli zero gradi, mentre le temperature estive vanno dai 7 ai 20 °C.

## Storia
Un primo insediamento venne costituito nel 1883 vicino a quello che sarebbe potuto essere un tunnel da realizzare lungo la nascente linea ferroviaria della Canadian Pacific Railway. L'insediamento era inizialmente noto come Siding 29, ma il 25 novembre 1883 venne rinominato Banff da Donald Smith, primo barone Strathcona and Mount Royal, in onore dell'omonima cittadina scozzese, dove era nato. Nel 1886 l'insediamento, che aveva già raggiunto i 300 abitanti, venne spostato a circa 3 km di distanza in quello che divenne il sito definitivo.
Nello stesso periodo erano state scoperte una serie di sorgenti termali nei pressi della Sulphur Mountain e nel 1885 il governo canadese istituì la Banff Hot Springs Reserve su un terreno di circa 4 ha attorno alle sorgenti termali. Nel 1887 la riserva venne estesa fino a 665 km², istituendo così il parco nazionale delle montagne rocciose (rinominato parco nazionale Banff nel 1930), primo parco nazionale del Canada, riconoscendo nell'atto d'istituzione l'importanza del sito a livello nazionale e che la sua proprietà doveva appartenere al popolo canadese. Il parco era stato anche centrato attorno all'abitato di Banff e il 1º giugno 1888 venne aperto il Banff Springs Hotel, primo hotel di Banff, evento che risultò significativo nella storia della cittadina perché diede il via all'affermarsi di Banff come località turistica. All'inizio del XX secolo Banff si iniziò ad affermare anche come centro culturale, arrivando nel 1933 all'istituzione del Banff Centre School of Fine Arts e, successivamente, del museo Whyte delle montagne rocciose.
Il 1º gennaio 1990 Banff venne costituita come cittadina autonoma (town) all'interno della provincia dell'Alberta dal governo canadese.

## Monumenti e luoghi d'interesse
- Il parco nazionale Banff, in quanto parte del parco delle Montagne Rocciose Canadesi, è un sito patrimonio dell'umanità riconosciuto dall'UNESCO. È stato istituito dal governo del Canada nel 1887 attorno alle sorgenti termali scoperte in prossimità del primo insediamento di Banff. Il parco è stato il primo del Canada e si è rapidamente affermato come modello nazionale, attraendo negli anni sempre più visitatori, arrivando a circa tre milioni all'anno, grazie soprattutto alle attrazioni naturali e alle attività ivi organizzate[6].

- Il Banff Springs Hotel è stato il primo hotel cittadino, aperto il 1º giugno 1888 dalla Canadian Pacific Railway. L'edificio, progettato dall'architetto statunitense Bruce Price, andò incontro negli anni a una serie di ampliamenti e una nuova struttura venne realizzata nel 1914. La struttura originaria venne distrutta da un incendio nel 1926, ma venne poi ricostruita nel giro di un paio di anni. Nel 1988 venne inserito nella lista dei siti storici nazionali del Canada. L'hotel guadagnò ben presto una notevole popolarità a livello nazionale, dando un forte impulso all'affluenza di turisti e visitatori nel parco nazionale[7]. Nel 1969 venne deciso di tenere aperto l'hotel per tutto l'anno, determinando l'affermarsi di Banff anche come sito per gli sport invernali[7].

- Il lago Minnewanka si trova a pochi chilometri a nord-est dell'abitato di Banff. È un lago glaciale sulle sponde del quale sono state ritrovate tracce di presenza umana vecchie di circa 10 000 anni, in particolare manufatti risalenti alla cultura Clovis[8]. Il lago, stretto e lungo, ha una lunghezza di circa 21 km e profondo fino a 142 m, il che lo rende il secondo lago per lunghezza tra quelli presenti nel parco delle Montagne Rocciose canadesi[8].

- Le Banff Upper Hot Springs sono le sorgenti termali che hanno contribuito alla notorietà della città e del parco nazionale. Scoperte nel 1883, attraggono visitatori sin dal 1886[9]. La temperatura dell'acqua è di circa 38 °C e zolfo, calcio e bicarbonato sono i principali minerali presenti nelle sorgenti[9].

- La stazione sciistica Sunshine dista pochi chilometri dall'abitato di Banff ed è una delle tre principali stazioni sciistiche situate all'interno del parco nazionale Banff.

## Infrastrutture e trasporti

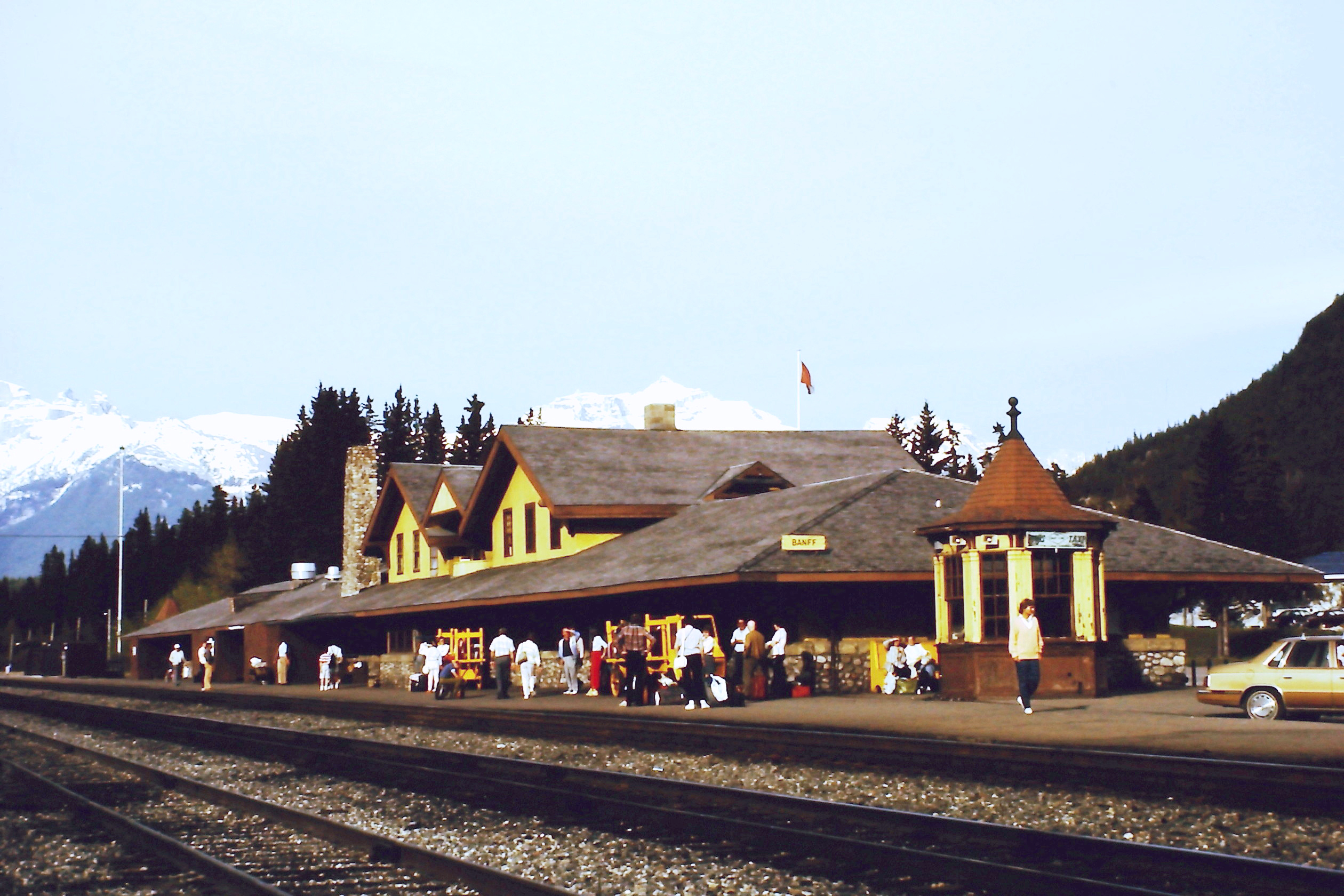
Stazione ferroviaria di Banff.

Banff si trova lungo il percorso dell'autostrada transcanadese tra Canmore e Lake Louise, e distante circa 127 km da Calgary.
La stazione ferroviaria di Banff era stata costruita per il passaggio della linea Canadian Pacific, venendo inserita nel 1991 nella lista delle stazioni ferroviarie patrimonio nazionale. La stazione viene usata dalle compagnie ferroviarie turistiche Rocky Mountaineer e Royal Canadian Pacific.

## Sport
Banff ha ospitato alcune gare dell'edizione del 1986 della Coppa del Mondo di sci alpino nel vicino comprensorio sciistico di Sunshine.
Nel 1991 è stata la sede dei XII Giochi olimpici silenziosi invernali, mentre nel 2014 ha ospitato assieme a Canmore gli Alberta Winter Games.
Dal 1980, eccetto che tra il 2000 e il 2005, si disputa annualmente una corsa a staffetta che parte da Jasper e si conclude proprio a Banff.